# Let You Love Me
Let You Love Me is een single van de Britse zangeres Rita Ora. De single kwam uit op 21 september 2018 als vierde single van haar studioalbum Phoenix. De single haalde de top 10 in meer dan 15 landen.